# Tambaharjo (Pati)
Tambaharjo is een bestuurslaag in het regentschap Pati van de provincie Midden-Java, Indonesië. Tambaharjo telt 5744 inwoners (volkstelling 2010).